# Сергеј Шубенков
Сергеј Владимирович Шубенков (рус. Серге́й Владимирович Шубенков; Барнаул, 4. октобар 1990) је руски атлетичар, специјалиста за трке са препонама на 110 м на отвореном и 60 м у дворани. Син је Наталије Шубенкове, бивше совјетске седмобојке, који спада међу најбоље свих времена у тој дисциплини. Шубенков је Руски мајстор спорта међународне класе.
Двоструки је првак Европе 2012. у Хелсинкију на отвореном и 2013. у Гетеборгу у дворани. На Светском првенству 2013. у Москви био је трећи.
Лични рекорд Шубенкова од 13,09 на 110 м препоне, што је и актуелни национални рекорд Русије.

## Значајнији резултати
| Датум                 | Такмичење                     | Место                    | Пласман               | 110 м пр.             | 60 м пр.              | Резултат              | Белешка               |
| Репрезентација Русија | Репрезентација Русија         | Репрезентација Русија    | Репрезентација Русија | Репрезентација Русија | Репрезентација Русија | Репрезентација Русија | Репрезентација Русија |
| --------------------- | ----------------------------- | ------------------------ | --------------------- | --------------------- | --------------------- | --------------------- | --------------------- |
| 2009                  | Европско првенство за јуниоре | Нови Сад, Србија         |                       | 110 м пр.             | -                     | 13,40                 |                       |
| 2011                  | Европско првенство У-23       | Острава, Чешка Република |                       | 110 м пр.             | -                     | 13,56                 |                       |
| 2011                  | Светско првенство             | Тегу, Јужна Кореја       | 25                    | 110 м пр.             | -                     | 13,70                 |                       |
| 2012                  | Европско првенство            | Хелсинки, Финска         |                       | 110 м пр.             | -                     | 13,16                 |                       |
| 2012                  | Летње олимпијске игре         | Лондон, УК               | 12                    | 110 м пр.             | -                     | 13,41                 |                       |
| 2013.                 | Европско првенство у дворани  | Гетеборг, Шведска        |                       | -                     | 60 м пр.              | 7,49                  |                       |
| 2013.                 | Универзијада                  | Казањ, Русија            |                       | 110 м. пр.            | -                     | 13,47                 |                       |
| 2013.                 | Светско првенство             | Москва, Русија           |                       | 110 м. пр.            | -                     | 13:34                 |                       |
| 2014                  | Светско првенство у дворани   | Сопот, Пољска            | 13.                   | 60 м препоне          |                       | 7,66                  |                       |
| 2014                  | Европско првенство            | Цирих, Швајцарска        |                       | 110 м пр.             | -                     | 13,19                 |                       |
| 2015                  | Светско првенство             | Пекинг, Кина             |                       | 110 м препоне         |                       | 12,98                 |                       |

## Лични рекорди
| Дисциплина | Резултат | Место    | Датум        |
| ---------- | -------- | -------- | ------------ |
| 110 м пр.  | 12,98    | Пекинг   | 28. авг 2015 |
| 60 м пр.   | 7,49     | Гетеборг | 1. март 2013 |